# Tinodes prithulavi
Tinodes prithulavi är en nattsländeart som beskrevs av Schmid 1972. Tinodes prithulavi ingår i släktet Tinodes och familjen tunnelnattsländor. Inga underarter finns listade i Catalogue of Life.